# پیتر بیگری
پیتر بیگری (انگلیسی: Peter Beagrie؛ زادهٔ ۲۸ نوامبر ۱۹۶۵) بازیکن فوتبال اهل بریتانیا است.
از باشگاه‌هایی که در آن بازی کرده‌است می‌توان به باشگاه فوتبال استوک سیتی، باشگاه فوتبال اسکانتورپ یونایتد، باشگاه فوتبال شفیلد یونایتد، باشگاه فوتبال ویگان اتلتیک، باشگاه فوتبال گریمزبی تاون، باشگاه فوتبال منچستر سیتی، باشگاه فوتبال اورتون، باشگاه فوتبال میدلزبرو، باشگاه فوتبال ساندرلند، و باشگاه فوتبال برادفورد سیتی اشاره کرد.
وی همچنین در تیم‌های ملی فوتبال زیر ۲۱ سال انگلستان و England B national football team بازی کرده‌است.